# Laughter in the Rain
Laughter In The Rain är ett album av Neil Sedaka utgivet 1974 på skivbolaget Polydor. Albumet är producerat av Neil Sedaka och Robert Appere. Titelmelodin har även sjungits in på svenska av Pierre Isacsson som "Sköna sommarregn" på albumet Pierre! 1974. Albumet gavs inte ut i USA eftersom Sedaka inte hade något skivkontrakt där då. LP:n har inte (2007) återutgivits på CD.
Albumet nådde englandslistans 17:e plats i juli 1974.

## Låtlista
Singelplacering i Billboard inom parentes. Listplacering i England=UK 
1. The Immigrant (Neil Sedaka/Phil Cody)
2. A Little Lovin' (Neil Sedaka/Phil Cody) (UK #34)
3. Sad Eyes (Neil Sedaka/Phil Cody)
4. Flame (Neil Sedaka/Phil Cody)
5. Laughter In The Rain (Neil Sedaka/Phil Cody) (#1, UK #15)
6. For The Good Of The Cause (Neil Sedaka/Phil Cody)
7. The Way I Am (Neil Sedaka/Phil Cody)
8. Going Nowhere (Neil Sedaka/Phil Cody)
9. Love Ain't An Easy Thing (Neil Sedaka/Phil Cody)
10. Betty Grable (Neil Sedaka/Howard Greenfield)
11. Endlessly (Neil Sedaka)